# 盘州暴鱼
盘州暴鱼（学名：Feroxichthys panzhouensis）是在中国贵州省盘州市发现的2.44亿年前一种大型的肉食性基干新鳍鱼类，隶属于疣齿鱼科暴鱼属。

## 形态特征
盘州暴鱼身体粗大肥胖且略有驼背，头部密布较为粗大的瘤点，上、下颌口缘分别有五颗向前伸的大龅牙，口内还有硕大的研磨齿。从功能形态上推测，盘州暴鱼比其他疣齿鱼科鱼类的游泳速度略慢，但其游泳平衡性能更好，有利于在海底岩礁等复杂的环境下运动和捕食。在食性方面，盘州暴鱼可能更倾向于捕食底栖、游泳速度较慢、带硬壳的腹足类和双壳类等猎物，而不是追逐捕食游泳速度较快的鱼类和头足类等。 